# Asta Kask

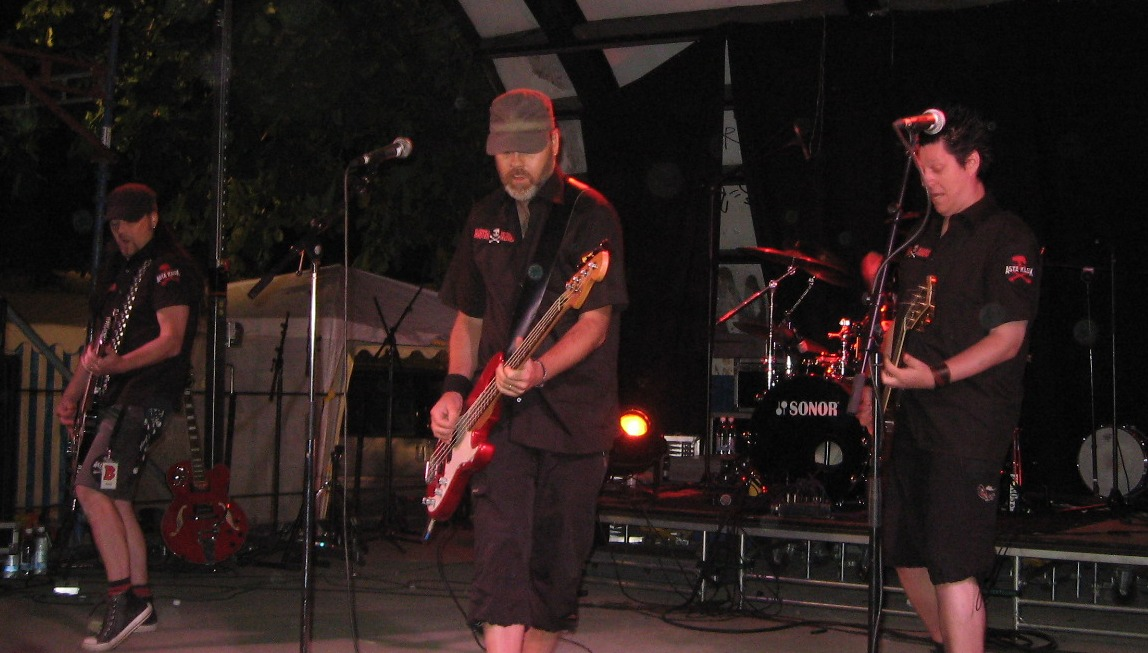
Asta Kask - Viver concerto no ano 2009

Asta Kask é uma banda de punk rock de Töreboda, Suécia. Foi fundada como "X-tas", em 1978, mas mudou para Asta Kask em 1980. 
Em 1984 a banda começou a trabalhar com Rosa Honung Records. Após o lançamento em 1986 do álbum "Aldrig en LP", a banda se separou. Em 1989 a banda se reuniu e fez alguns shows, mas depois ficou inativa até 1992, quando tocou no décimo aniversário da Rosa Honung.
Apesar do fato de que eles cantam em sueco, a banda ganhou reputação internacional. A banda alemã de punk rock Rasta Knast começou como uma banda de tributo a Asta Kask.